# Чемпионат Мальты по футболу 1937/1938
Первый дивизион Мальты 1937/1938 (мальт. L-Ewwel Diviżjoni Maltija 1937/1938) — 27-й сезон чемпионата Мальты по футболу.

## Клубы-участники
| Клуб            | Город         |
| --------------- | ------------- |
| Слима Уондерерс | Слима         |
| Мелита          | Сент-Джулианс |
| Сент-Джорджс    | Бормла        |
| Валлетта        | Валлетта      |

## Турнирная таблица
| М | Команда         | И | В | Н | П | Мячи   | ±   | О  | Примечания                       |
| - | --------------- | - | - | - | - | ------ | --- | -- | -------------------------------- |
| 1 | Слима Уондерерс | 6 | 4 | 2 | 0 | 13 − 4 | +9  | 10 |                                  |
| 2 | Флориана        | 6 | 3 | 2 | 1 | 11 − 5 | +6  | 8  | Вылет во Второй дивизион 1938/39 |
| 3 | Валлетта        | 6 | 0 | 3 | 3 | 4 − 9  | −5  | 3  |                                  |
| 4 | Сент-Джорджс    | 6 | 1 | 1 | 4 | 3 − 13 | −10 | 3  |                                  |

И — игры, В — выигрыши, Н — ничьи, П — проигрыши, Мячи — забитые и пропущенные голы, ± — разница голов, О — очки